# Balalaïka (film)
Pour les articles homonymes, voir Balalaika (homonymie).
Pour plus de détails, voir Fiche technique et Distribution.
Balalaïka (Balalaika) est un film américain en noir et blanc réalisé par Reinhold Schünzel, sorti en 1939.
Le film se déroule à la veille de la Première Guerre mondiale, dans la Russie impériale. La romance du prince Peter Karagin et de Lydia Pavlovna Marakova, chanteuse et révolutionnaire secrète.

## Synopsis
En 1914, dans la Russie tsariste, le prince Peter Karagin, capitaine des gardes cosaques, rentre chez lui, après des manœuvres pour passer la soirée au Café Balalaïka de Saint-Pétersbourg. La nouvelle vedette du Balalaïka, Lydia Pavlovna Marakova, fait l'objet d'un chantage de la part de son patron pour tenir compagnie aux officiers et doit en plus choisir un favori parmi eux. Son choix se porte alors sur Karagin.
Se faisant passer pour un pauvre étudiant en musique, Karagin s'insinue dans la famille de Lydia et dans son cercle d'amis musiciens, sans savoir qu'il s'agit en fait de révolutionnaires convaincus. Il découvre que son infirmier, Nikki Poppov, courtise la bonne des Marakov, Masha. Karagin intimide ensuite Ivan Danchenoff, directeur de l'Opéra impérial, pour qu'il fasse passer une audition à Lydia et il est agréablement surpris de constater que contrairement aux autres femmes que lui ont refilé d'autres aristocrates, elle a un réel talent. Plus tard, Karagin commande ses arrangements habituels pour la séduction mais tombe amoureux à la place et tente d'annuler ses rendez-vous. Lydia comprend ses motivations passées et présentes et lui avoue qu'elle l'aime aussi.
Leur bonheur prend fin lorsque Dimitri, le frère de Lydia, est tué après avoir prononcé un discours séditieux dans la rue par des cosaques sous le commandement de Peter. Lorsqu'elle apprend que ses débuts à l'opéra serviront aux révolutionnaires pour assassiner Peter et son père un général, elle fait promettre à Peter de ne pas venir de même que son père à la représentation, prétendant qu'elle serait trop nerveuse s'ils la regardaient jouer. Les deux hommes y assistent quand même mais heureusement, le général Karagin reçoit un message selon lequel l'Allemagne vint de déclarer la guerre à la Russie et il fait alors annuler la représentation pour l'annonce à la foule. Le professeur Makarov, le père de Lydia, décide alors de ne pas tirer sir le général, qu'il est désormais précieux pour défendre la Mère Patrie. Cependant, Leo Proplinski est d'un tout autre avis et saisissant un pistolet tire sur le général mais pas mortellement. Peter apprend finalement les convictions politiques de Lydia lorsqu'elle est arrêtée et l'a fait libérer.
Désillusionner, il part se battre en tant qu'officier dans les tranchées et lorsque la révolution russe renverse l'ancien régime 3 ans plus tard, il quitte le pays. Plus tard, en 1920, Il se retrouve dans le Paris des années folles comme russe blanc et employé par son ancien infirmier comme animateur de cabaret au nouveau Balalaïka. Un soir, pour célébrer le nouvel an russe orthodoxe, des Russes blancs en exil, portant des robes de cour et des bijoux en pâte, se rassemblent comme les invités du prince Poppov. Lorsque ce dernier oblige Peter à se tenir devant un miroir, bougie à la main, pour faire le vœu traditionnel du Nouvel An et voir son véritable amour, l'image de Lydia apparaît derrière lui.

## Fiche technique
- Titre : Balalaïka
- Titre original : Balalaika
- Réalisation : Reinhold Schünzel
- Scénario : Leon Gordon, Charles Bennett et Jacques Deval d'après la pièce d'Eric Maschwitz
- Photographie : Karl Freund et Joseph Ruttenberg
- Musique : Herbert Stothart
- Montage : George Boemler
- Société de production : Metro-Goldwyn-Mayer
- Pays d'origine :  États-Unis
- Format : noir et blanc - 1,37:1 - Mono
- Genre : Film musical, romance et historique
- Durée : 102 minutes
- Dates de sortie :
  - États-Unis : 29 décembre 1939
  - France : 23 mai 1947

## Distribution
- Nelson Eddy : Prince Peter Karagin
- Ilona Massey : Lydia Pavlovna Marakova
- Charles Ruggles : Nicki Popoff
- Frank Morgan : Ivan Danchenoff
- Lionel Atwill : Prof. Marakov
- C. Aubrey Smith : Gen. Karagin
- Joyce Compton : Masha
- Frederick Worlock : Ramensky
- Abner Biberman : Leo Proplinski
- Roland Varno : Lt. Nikitin
- George Tobias : Slaski
- Mildred Shay : Jeanette Sibirsky
- Alma Kruger : Mme Danchenoff
- Zeffie Tilbury : Princesse Natalya Petrovna